# In Europa
The Hill of Crosses to dziesiąty już studyjny album zespołu Sol Invictus, wydany w 1998 roku (zob. 1998 w muzyce). W nagraniach oprócz Tony'ego Wakeforda wzięli też udział: Matt Howden, Karl Blake, Eric Roger i Sally Doherty.

## Spis utworów
1. Chime the Day
2. A German Requiem
3. Black Dawn
4. December Song
5. Eve
6. Chime the Night
7. God Told Me To
8. The Street of Many Murders
9. Hundreds
10. The Hill of Crosses